# 광주역
광주역(光州驛, Gwangju station) 은 대한민국 광주광역시 북구 중흥2동에 있는 광주선의 철도역이다.
광주의 도심부에 위치해 있으나 이용객이 매우 적다. 광주선의 종착역으로, 용산역으로 가는 ITX-새마을·무궁화호 열차와 목포역으로 가는 무궁화호 한국철도공사 광주전남본부 산하의 광주지역관리단이 위치하고 있다.
일제 강점기에는 황해도에 있는 황주역과 일본어 발음(こうしゅう, 코슈)이 같다는 이유로 전남광주역(全南光州驛)으로 불렸다. 원래는 경전선상의 철도역이었으나, 경전선 도심 구간 선로 이설 사업으로 광주 ~ 남광주 ~ 효천 간 선로가 철거되어서 경전선의 지선인 광주선의 종착역이 되었다.
광주송정역 및 광주공항과 달리 유스퀘어처럼 광주역 인근으로는 도시철도가 지나가지 않으며, 역 남쪽으로 양동시장역 및 금남로5가역이 있다. 이 역부터 모두 지상 구간이다. ITX-새마을은 심야에 2편성이 주박한다. 무궁화호는 심야에 5편성이 주박한다.
호남고속선의 완공 후에는 배선과 평면교차 등의 문제로, 더 이상 광주선으로 고속열차가 들어오지 않는다.

## 연혁

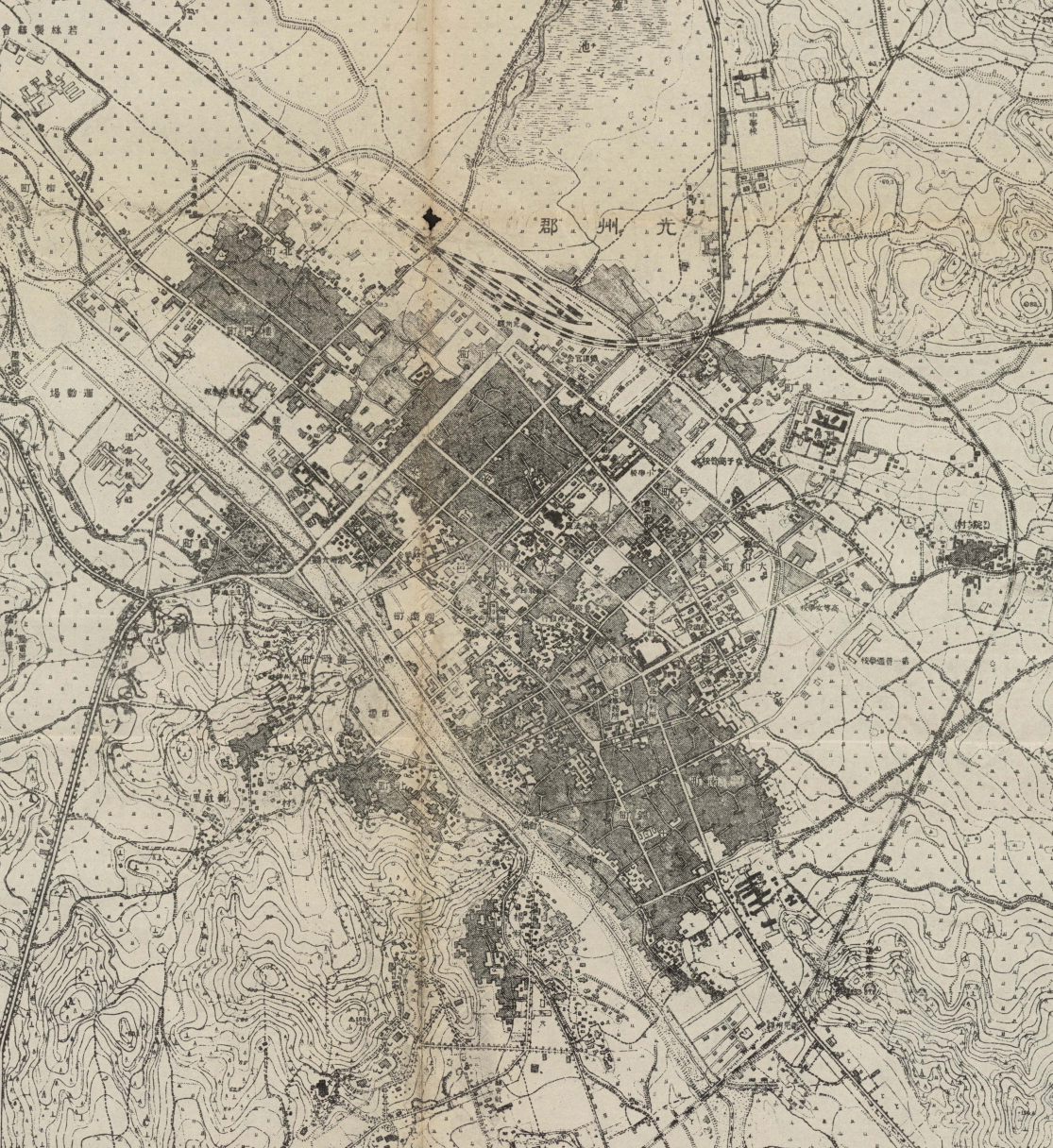
1931년에 만들어진 광주 도심 지도. 중앙 위쪽에 광주역(光州驛)이 보인다.

광주역은 1922년 7월 1일, 전라남도 광주군 광주면 성저리 324-9번지에서 영업을 시작하였는데, 현재의 동구 광주동부소방서 자리에 해당한다.
1968년 12월 30일에는 광주공단(현 광주산업단지)으로 연결되는 인입선이 준공되었으며, 이듬해인 1969년 7월 25일에는 경전선 광주 도심 구간이 이설되면서 광주역도 현재의 위치로 이전하였다. 이후 1981년 3월 2일부터는 서울에서 출발하여 경전선을 따라 광주를 경유해 순천까지 운행하는 특급열차가 운행되기 시작하였다.
1993년 5월 1일에는 유료휴게실이 설치되어 운영을 시작했으나, 1995년 7월 1일부로 폐지되었다. 2000년 8월 10일에는 경전선 효천~송정리 구간이 이설됨에 따라, 광주역은 광주선의 종착역이 되었다.
2004년 4월 1일에는 KTX의 개통에 맞춰 신역사로 이전하였고, 2013년 9월 27일부터는 남도해양관광열차가 정차하기 시작하였다. 그러나 2013년 12월 13일, 광주발 마산행 열차가 광주송정발 서대전행으로 변경됨에 따라 해당 관광열차의 취급은 중단되었다.
2014년 5월 12일부터는 ITX-새마을이 운행되었고, 2015년 4월 2일에는 호남고속선 개통으로 인해 KTX 정차역이 광주송정역으로 일원화되면서 광주역에서는 KTX 운행이 중단되었다. 같은 해 5월 29일에는 화물 취급이 중단되었다.
2016년 12월 9일에는 누리로 열차가 처음으로 운행되었으며, 12월 19일부터는 고속철도 환승 연계를 위한 광주~광주송정 셔틀 무궁화호 운행이 시작되었다. 이후 2020년 1월 1일부터는 해당 셔틀이 통근열차로 변경되어 운행되었으나, 같은 해 3월 1일에는 누리로 운행이 종료되었고, 3월 2일부터는 태백선으로 누리로가 이관됨에 따라 호남선 1421, 1424, 1425, 1426 열차는 무궁화호로 대체되었다.
2023년 12월 18일에는 광주~광주송정 구간의 셔틀 통근열차 운행이 폐지되며 해당 구간의 철도 서비스에 변화가 생겼다.

## 승강장
| ↑극락강            |
| \| ３４ \| ５６ \| |
| 시·종착역          |

| 1·3·4 | 호남선 | ITX-새마을 | 용산 · 영등포 · 수원 · 평택 · 천안 · 조치원 방면                          |
| 5     | 호남선 | 무궁화호   | 용산 · 영등포 · 안양 · 수원 · 평택 · 천안 · 조치원 · 광주송정 · 목포 방면 |
| 6     | 경전선 | 무궁화호   | 광주송정 · 서광주 · 광양 · 삼랑진 방면                                    |

## 승차량 변동
경전선 이설 이전인 2000년 이전의 철도통계연보는 공개되지 않았다.
| 연도와 승하차방향 | 연도와 승하차방향 | 연도와 승하차방향 | 이용 인원 | 이용 인원 | 이용 인원 | 이용 인원 | 이용 인원 |
| 연도와 승하차방향 | 연도와 승하차방향 | 연도와 승하차방향 | 광주선    | 광주선    | 광주선    | 광주선    | 광주선    |
| 연도와 승하차방향 | 연도와 승하차방향 | 연도와 승하차방향 | KTX       | 새마을    | 무궁화    | 통일호    | 총계      |
| ----------------- | ----------------- | ----------------- | --------- | --------- | --------- | --------- | --------- |
| 2001년            | 하행              | 승차              | 미개통    | 종착      | 종착      | 종착      | 종착      |
| 2001년            | 하행              | 하차              | 미개통    | 299250    | 805241    | 63876     | 1173279   |
| 2001년            | 상행              | 승차              | 미개통    | 295391    | 707953    | 57119     | 1063595   |
| 2001년            | 상행              | 하차              | 미개통    | 출발      | 출발      | 출발      | 출발      |
| 2002년            | 하행              | 승차              | 미개통    | 종착      | 종착      | 종착      | 종착      |
| 2002년            | 하행              | 하차              | 미개통    | 282634    | 740019    | 49128     | 1177410   |
| 2002년            | 상행              | 승차              | 미개통    | 282285    | 670310    | 51649     | 1005315   |
| 2002년            | 상행              | 하차              | 미개통    | 출발      | 출발      | 출발      | 출발      |
| 2003년            | 하행              | 승차              | 미개통    | 종착      | 종착      | 종착      | 종착      |
| 2003년            | 하행              | 하차              | 미개통    | 243757    | 651631    | 49678     | 952915    |
| 2003년            | 상행              | 승차              | 미개통    | 243889    | 595958    | 57341     | 898295    |
| 2003년            | 상행              | 하차              | 미개통    | 출발      | 출발      | 출발      | 출발      |
| 2004년            | 하행              | 승차              | 종착      | 종착      | 종착      | 종착      | 종착      |
| 2004년            | 하행              | 하차              | 427475    | 159255    | 380857    | 39282     | 1006869   |
| 2004년            | 상행              | 승차              | 426719    | 149437    | 351649    | 40803     | 985824    |
| 2004년            | 상행              | 하차              | 출발      | 출발      | 출발      | 출발      | 출발      |
| 2005년            | 하행              | 승차              | 종착      | 종착      | 종착      | 종착      | 종착      |
| 2005년            | 하행              | 하차              | 752089    | 97427     | 342285    | 42000     | 1165158   |
| 2005년            | 상행              | 승차              | 778120    | 79894     | 360202    | 42978     | 1146126   |
| 2005년            | 상행              | 하차              | 출발      | 출발      | 출발      | 출발      | 출발      |

## 인접한 역
| 호남선·광주선           | 호남선·광주선     | 호남선·광주선 |
| ----------------------- | ----------------- | ------------- |
| 장성 용산 방면          | ITX-새마을 호남선 | 시·종착역     |
| 극락강 용산 · 목포 방면 | 무궁화호 호남선   | 시·종착역     |

## 같이 보기
- 한국철도공사
- 한국고속철도